# Courtelevant
Courtelevant là một làng và xã tại tỉnh Territoire de Belfort, vùng Franche-Comté, đông bắc Pháp.

## Thông tin nhân khẩu
Theo điều tra nhân khẩu năm 1999, xã này có dân số 375.
Ước tính năm 2004 là 373.